# Maps (chanson des Yeah Yeah Yeahs)
Pour les articles homonymes, voir Maps.
Singles de Yeah Yeah Yeahs
Pin 
(2003) Y Control 
(2004)
Maps est une chanson et un single des Yeah Yeah Yeahs issus de leur premier album studio, Fever to Tell, sorti en 2003. La chanson, dont le titre est l'acronyme de My Angus Please Stay,, fait référence à la relation amoureuse qui liait la chanteuse du groupe, Karen O, à Angus Andrew, leader du groupe Liars. Le single est sorti le 10 février 2004, et le groupe new-yorkais l'interpréta lors des MTV Movie Awards de la même année. En 2009, celle-ci fut nommée « meilleure chanson d'amour de rock indépendant de tous les temps » par le magazine NME. Elle est par ailleurs classée à la sixième position du top 500 des chansons des années 2000 de Pitchfork.
Le single comporte une version de Miles Away, chanson figurant sur l'album, interprétée lors d'une John Peel Session sur la Radio 1 de la BBC.

## Reprises
La chanson fut plusieurs fois reprise, notamment par les White Stripes lors de leur prestation au Reading Festival de 2004 et par les canadiens de Arcade Fire dans l'émission radiophonique britannique The Jo Whiley Show. Elle a également été reprise par le trio de jazz américain The New Standards sur leur album Rock and Roll en 2008, Macy Gray en 2012, The Fray la même année, Freya Ridings en 2017.